# Piotr Lichota
Treść tego artykułu od 2016-11 może nie być zgodna z zasadami neutralnego punktu widzenia.
 Po wyeliminowaniu niedoskonałości należy usunąć szablon [[Szablon:Dopracować|]] z tego artykułu.

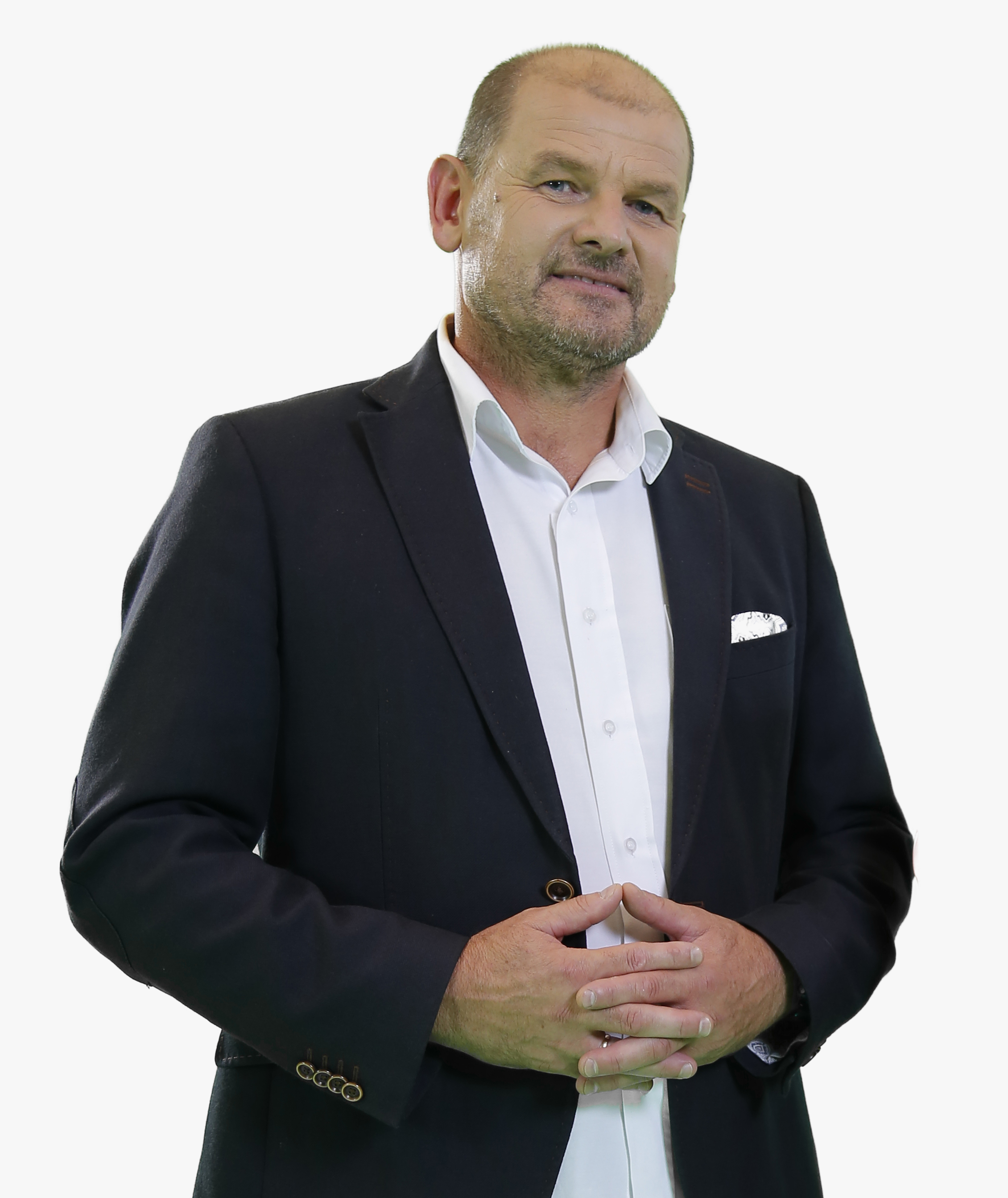
Piotr Lichota -Prezes Stowarzyszenia Delta i założyciel JuraParków

Piotr Lichota (ur. 9 września 1964 w Lipsku, woj. mazowieckie) – polski przedsiębiorca, twórca i właściciel największych parków turystycznych w Polsce, m.in. Bałtowskiego Kompleksu Turystycznego, Parku Nauki i Rozrywki w Krasiejowie, Juraparku Solec. Prezes Stowarzyszenia Delta, zdobywca nagrody „Człowiek 25-lecia” w województwie świętokrzyskim, działacz na rzecz polskich badań z zakresu paleontologii.

## Życiorys
Piotr Lichota dorastał w Sadkowicach (gmina Solec nad Wisłą). Tam też ukończył liceum, by kontynuować edukację w lubelskiej Akademii Rolniczej na kierunku mechanizacja rolnictwa. W 1998 roku Piotr Lichota został prezesem Stowarzyszenia Delta, w ramach którego w 2004 roku stworzył i rozwinął największe w Polsce obiekty turystyczne o charakterze edukacyjno-rozrywkowym, takie jak m.in.  Bałtowski Park Rozrywki.

## Parki rozrywki

### Misja
Piotr Lichota postanowił zainwestować w turystykę. Celem było stworzenie interesującego miejsca, które mogłoby wpłynąć na rozwój regionu i zainspirować do współpracy. Pierwszy tego typu obiekt, dedykowany początkowo dzieciom, miał zapewnić im dobrą zabawę dostarczając jednocześnie ciekawych walorów edukacyjnych. Motywem przewodnim parku stały się dinozaury ponieważ na terenie Bałtowa, gdzie obiekt był zlokalizowany, odnaleziono tropy tych prehistorycznych gadów.

### Parki rozrywki
Piotr Lichota jest pomysłodawcą, właścicielem i twórcą czterech tematycznych parków rozrywki.
- JuraPark Bałtów (otwarty w 2004 r.) – ewoluował do Bałtowskiego Kompleksu Turystycznego, który zajmuje aktualnie ponad 100 ha. Jest to obecnie największy obiekt turystyczno-rekreacyjny w Polsce.
- Park Nauki i Rozrywki w Krasiejowie (otwarty w 2010 r.) – największy w Europie  park z oryginalnej wielkości dinozaurami, ulokowany w Krasiejowie koło Opola. Inwestycja zdobyła tytuł najciekawszej atrakcji turystyczna Polski roku 2014 oraz wiele nagród przyznawanych przez organizacje turystyczne, media, instytucje lokalne.
- JuraPark w Solcu Kujawskim (otwarty w 2008 r.)
- PaleoSafari Moab Giant (otwarty w 2016 r.) – pierwsza zagraniczna inwestycja,  powstała w stanie Utah, USA[3].

## Nagrody i wyróżnienia
- Człowiek 25-lecia w woj. Świętokrzyskim (Człowiek 25-lecia w kategorii Turystyka i wyróżnienie w Złotej Dziesiątce regionu   świętokrzyskiego oraz kategorii Biznes)
- Honorowe obywatelstwo gminy Ozimek 2012
- Victor 2011 (Nagroda za produkt turystyczny „Prehistoryczne Oceanarium)
- Laur Świętokrzyski 2010 (Nagroda Wojewody)
- Odznaka honorowa „Za Zasługi dla Turystyki” 2007
- Viktor 2016 (Nagroda za produkt turystyczny „Szwajcaria Bałtowska”)